# Taibatou
Taibatou (Schreibvariante: Taibatu) ist eine Ortschaft im westafrikanischen Staat Gambia.
Nach einer Berechnung für das Jahr 2013 leben dort etwa 1649 Einwohner, das Ergebnis der letzten veröffentlichten Volkszählung von 1993 betrug 1192.

## Geographie
Taibatou liegt am nördlichen Ufer des Gambia-Flusses in der Upper River Region, Distrikt Wuli. Der Ort liegt rund 0,9 Kilometer südlich von Sutukonding.